# El Ramal, Veracruz
El Ramal är en ort i Mexiko.   Den ligger i kommunen Cazones de Herrera och delstaten Veracruz, i den sydöstra delen av landet, 250 km nordost om huvudstaden Mexico City. El Ramal ligger 23 meter över havet och antalet invånare är 131.
Terrängen runt El Ramal är platt. Havet är nära El Ramal åt nordost.  Närmaste större samhälle är Cazones de Herrera, 10,2 km sydväst om El Ramal. 